# Обещание (фильм, 2016)
«Обещание» (англ. The Promise) — американский драматический фильм, основанный на событиях Геноцида армян и последних лет Османской империи, режиссёра Терри Джорджа и с Оскаром Айзеком, Кристианом Бейлом и Шарлоттой Ле Бон в главных ролях. Премьера состоялась 11 сентября 2016 года на Кинофестивале в Торонто. Прокат в кинотеатрах начался 21 апреля 2017 года.
Фильм рассказывает о любовном треугольнике между Микаэлем (Айзек), студентом-медиком из
армянской деревни Сирун (Турция), Крисом (Бейл), проживающем в Париже американским журналистом и Анной (Ле Бон), девушкой-армянкой, рождённой во Франции. Фильм собрал всего $ 12 млн при бюджете в $ 90 млн Тем не менее, студия отметила, что главная цель фильма — привлечение внимания к истории, а не заработок денег.

## Сюжет
Микаэль Погосян (Оскар Айзек) проживает в небольшой армянской деревне Сирун, на юго-востоке Османской империи и работает аптекарем. Парень обручается с девушкой из богатой семьи, дабы получить приданое для обучения в столице. Молодой человек отправляется в Константинополь для поступления в медицинское учебное заведение. В академии знакомится с Эмре, сыном высокопоставленного турецкого чиновника. Богатый дядя знакомит Микаэля с Анной (Шарлотта Ле Бон), художницей армянского происхождения из Парижа, она воспитывает детей Месропа Погосяна. Девушку сопровождает военный корреспондент Associated Press, Крис Майерс (Кристиан Бейл). Микаэль влюбляется в Анну. С началом Первой мировой войны начинает расти международная напряжённость. Студент избегает воинской повинности благодаря помощи Эмре. При попытке спасти своего дядю 24 апреля 1915 года, Микаэль сам попадает в тюремный «трудовой» лагерь. Там он и прочие армяне содержатся в нечеловеческих условиях. Под предлогом эвакуации мирного населения, пленников заставляют тяжело трудиться с утра до ночи.
Спутник Микаэля похищает ящик с динамитом и со словами «благодарности» взрывает себя и надзирателей. Бывший студент бежит, по пути освобождая поезд с заключёнными. В итоге, Микаэль добирается до родной деревни, живущей в полном запустении. Родители убеждают его жениться на невесте, с которой он обручился ранее и искать убежища в отдалённой горной хижине. Там Микаэль узнаёт, что Анна и Кристофер находятся на близлежащем объекте Красного Креста, оставляет мать с женой и отправляется на помощь и защиту семьи от турецкой угрозы. С группой сирот они возвращаются обратно в Сирун, дабы спасти семью Микаэля. По пути они сталкиваются с местом резни. Становится ясно, что все жители деревни, кроме матери героя, погибли. Крис захвачен османскими войсками и отправлен обратно в Константинополь, его обвиняют в шпионаже.
С помощью Эмре Крис связывается с послом США в Османской империи Генри Моргентау. Дипломат, пребывающий в состоянии ярости выдвигает ультиматум турецкому руководству: казнь журналиста будет воспринята как агрессия против Соединённых Штатов. Тем не менее, Моргентау отказывается выдать данные об армянских клиентах американских страховых компаний. Крис освобождается и уезжает на Мальту. Там он садится на французский крейсер Гишен. Эмре жертвует собой, чтобы помочь Крису, его казнят за измену
Оторвавшись от преследования, Микаэль, Анна и сироты присоединяются к большой группе беженцев, решивший сражаться с турками на горе Муса-Даг, партизан возглавляет простой человек Степан. Беженцы ведут героическую оборону, отбивая атаку за атакой превосходящих турецких сил, медицинские умения Микаэля спасают немало жизней. Мать Микаэля умирает от полученных ранений. Крейсер «Гишен» приходит на помощь. Во время эвакуации началась атака османской артиллерии, в результате выстрела за борт шлюпок попадают кузина Микаэля, Ева и Анна. Микаэль не смог спасти Анну, но эвакуация прошла успешно.
В конце фильма, закадровый голос Микаэля рассказывает, что он спас Еву и они вместе поселились в штате Массачусетс. Он, наконец, доучился на врача и работает в клинике. После нападения на Перл-Харбор, Ева записывается в сухопутные силы США и выходит замуж за офицера. В 1942 году на свадебном застолье Евы присутствуют подросшие сироты и Микаэль. Постаревший герой поднимает бокал за удачу семьям и будущим поколениям.

## В ролях
- Оскар Айзек — Микаэль Погосян, студент-медик[4]
- Шарлотта Ле Бон — Анна, художница армянского происхождения[5]
- Кристиан Бейл — Крис Майерс, американский журналист[4]
- Даниэль Хименес Качо — отец Андресиан[5]
- Шохре Агдашлу — Марта[5]
- Раде Шербеджия — Стефан, возглавляющий группу армянских беженцев
- Абель Фолк — Арут
- Эндрю Тарбет — пастор Мэррил
- Анджела Сарафян — Марала
- Армин Амири — капитан Али
- Марван Кензари — Эмре Оган
- Игал Наор[ивр.] — Месроб
- Гарен Бояджян — Эрик Богосян
- Кеворк Маликян[англ.] — Вартан Богосян
- Нуман Аджар[англ.] — Мустафа
- Роман Митичян[англ.] — Серж
- Жан Рено — французский адмирал[5]
- Том Холландер — Гэрин
- Жан Клод Рикебург — французский капитан
- Джеймс Кромвелл — Генри Моргенто
- Алисия Боррачеро[исп.] — Лена
- Милена Мэйерс Гутьеррес — Ева
- Майкл Шталь-Дэвид — Брэд
- Осман Сойкут[англ.] — заместитель губернатора
- Маркус Оберхаузер — немецкий офицер

## Производство
История «Обещания» была основана на сценарии «Анатолия», написанном Робина Свайкорда.
Съёмки начались осенью 2015 года в Португалии, на Мальте и в Испании, они продолжались до декабря. Досъёмки проходили в Нью-Йорке в мае-июне 2016 года.
Фильм полностью снимался на деньги американского бизнесмена армянского происхождения Кирка Керкоряна.

## Выход
Премьера состоялась на кинофестивале в Торонто 11 сентября 2016 года. Вскоре после этого компания Open Road Films приобрели права на распространение фильма и установила дату выхода — 28 апреля 2017 года, но позже была изменена на 21 апреля.

### Кассовые сборы
В Северной Америке фильм дебютировал с результатом в $ 4,1 млн, заняв 9 место в топе кассовых сборов за уик-энд. Общие кассовые сборы, включая мировые, составил $ 12 млн. Президент Open Road Films по маркетингу заявил, что «…Хотя, мы, конечно, надеялись на лучший результат кассовых сборов, <…> речь шла о привлечении мировой общественности к этой проблеме. И, глядя на количество упоминаний фильма, нельзя отрицать, что за последние две недели было больше внимания к этому трагическому событию, чем за столетие после зверств».

## Критика
Фильм получил смешанные отзывы кинокритиков. На сайте Rotten Tomatoes фильм имеет рейтинг 49 % на основе 148 рецензий со средним баллом 5,7 из 10. Критический консенсус сайта гласит: «„Обещание“ выдаёт броскую реальную историю о любовном треугольнике, который, к сожалению, не уместен». На сайте Metacritic фильм имеет оценку 49 из 100 на основе 30 рецензий критиков, что соответствует статусу «смешанные или средние отзывы». На сайте CinemaScore зрители дали фильму оценку B-, по шкале от A+ до F.
Бенджамин Ли из газеты The Guardian дал фильму три звезды из пяти, назвав его «часто похожим на мыльную оперу, но благонамеренным и экстравагантно смонтированным эпосом». Ара Сарафян, директор Института Гомидаса в Лондоне и ведущий историк Геноцида армян, высоко оценил фильм за его историческую точность. «Ключевые темы были исторически точны», — сказал он. «Производители не брали упор на то, чтобы выйти за пределы исторического материала, но им удалось захватить большую часть грандиозного геноцида армян».

### Скандал, связанный с накруткой отрицательных оценок
Премьера фильма состоялась ещё в сентябре на Кинофестивале в Торонто, отчего на сайте IMDb уже появилась страница фильма, где можно было его оценить. Продюсерам фильма удалось выяснить, что большинство негативных оценок на IMDb было выставлено не из Канады, где прошла премьера. Как оказалось, открытие публичного рейтинга «Обещания» на IMDb заметили пользователи Incisozluk — турецкого аналога 4chan.

Мы были в зале примерно на 900 мест, и показ закончился овацией, а теперь я вижу, что около 100 тысяч людей утверждают, что фильм плохой.— Майк Медавой, продюсер фильма
К концу октября 2016 года, до официального релиза и после трёх предварительных релизов в сентябре 2016 года на Международном кинофестивале в Торонто, IMDb зарегистрировал более 86 000 оценок фильма. 55 126 оценивали картину в одну звезду, а 30 639 в 10 звезд, при этом очень немногие оценки находились между ними. Большинство голосов было подано людьми за пределами США. К середине ноября общее количество было более 91 000 голосов, причем более 57 000 голосов в одну звезду из десяти. Комментаторы утверждают, что это в основном голоса людей, которые никогда не видели фильм, и что голосование одной звездой было частью организованной кампании со стороны лиц, отрицающих Геноцид армян, чтобы опустить фильм.